# Marias barn (TV-serie)
Marias barn var SVT:s julkalender 1987 och hade den kristna julberättelsen om Marias son, Jesus som tema efter långvariga påtryckningar om att julkalendrarna i SVT borde ha mer kristet innehåll, med motiveringen att jul till stor del var en kristen högtid. Den gick som inslag i Björnes magasin, barnprogrammet som startade augusti samma år.

## Handling
Den här julkalendern handlade om hur Maria, en helt vanlig flicka från den lilla judiska staden Nasaret i provinsen Galileen, plötsligt visar sig vara utvald till att bli mor till ett barn, som är Messias och Guds son. Pojken får namnet Jesus, och med åren visar han sig bli mer och mer speciell. Under kalenderns gång får vi följa Maria från bebådelsen till Jesu korsfästelse. Ulla Sjöblom berättade historien till teckningar (stillbilder) av Bengt Arne Runnerström och filmbilder.

## Papperskalender
Årets papperskalender illustrerades av Bengt Arne Runnerström och föreställer Jesu födelse med Josef och Maria i stallet.

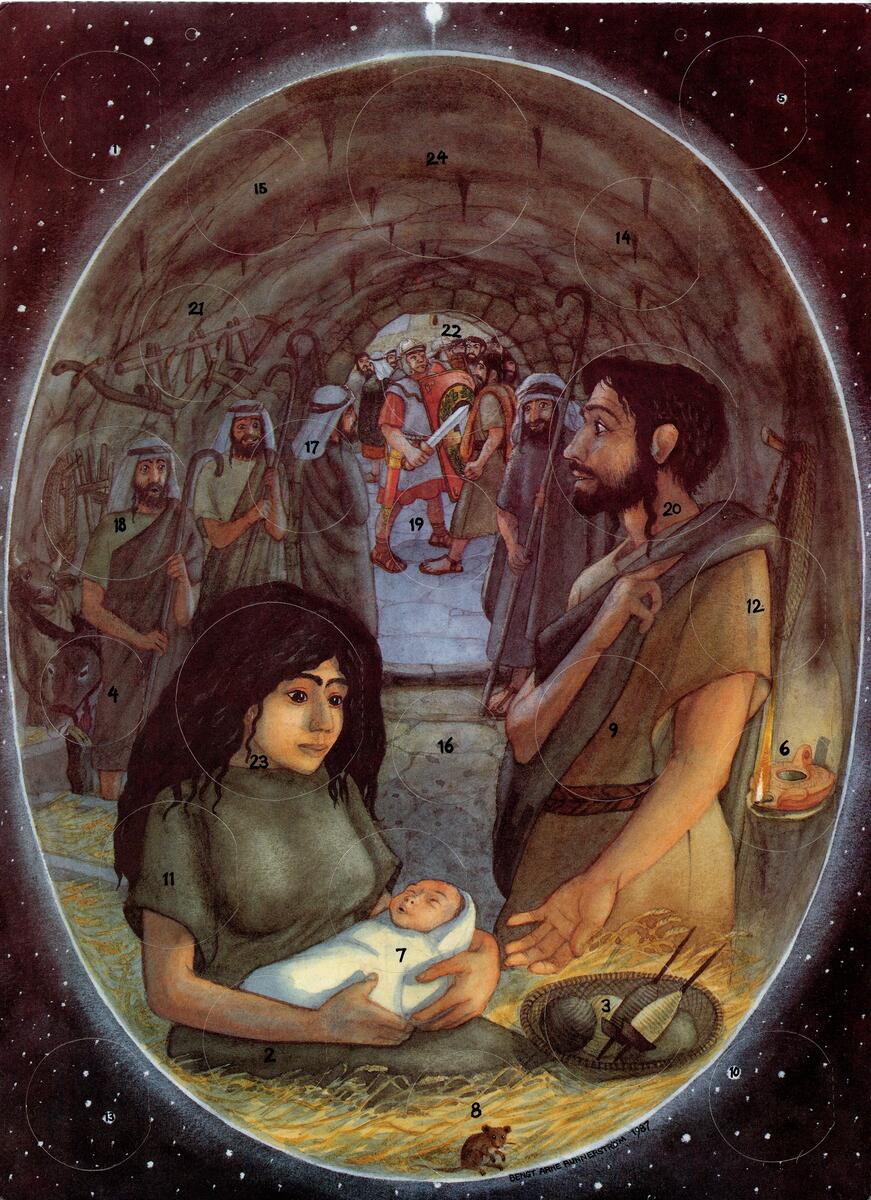
Papperskalendern

## Produktion
Julkalendern baserades på två romaner av den danska författarinnan Cecil Bødker, som i sin tur baserade sina romaner på Nya Testamentet och vissa gamla legender om Jesu familj, samtidigt som hon försökte ge en historisk bild av livet i Israel och Egypten på den här tiden.
Serien producerades under titeln "År noll" och "Fader okänd", men det senare ansågs vara alltför respektlöst.

## Mottagande
Avsnittet om barnamorden i Betlehem väckte upprörda känslor bland tittare, även i kristna kretsar. Skildringen av hur Herodes lät avrätta alla gossebarn i Betlehem, händelsen som givit upphov till Menlösa barns dag, ansågs av kritikerna som alltför blodig och brutal.

### Fotnoter
1. ↑  ”Alla julkalendrar i SVT”. Jultradition. Arkiverad från originalet den 16 januari 2017. https://web.archive.org/web/20170116161624/http://www.jultradition.se/blogg/?p=964. Läst 2 april 2011.
2. ↑  ”Julkalendrar i SVT”. Sveriges Television. http://www.svt.se/barnkanalen/julkalendrar-i-svt/. Läst 2 december 2014.
3. 1 2  Jan Gradvall (1996). TV! Nedslag i Sveriges Televisions historia. Stockholm: Sveriges Radios förlag. ISBN 91-522-1780-9
4. ↑  ”Jesu liv i julkalendern”. Dagens Nyheter. 14 mars 1987. Läst 14 februari 2024.
5. ↑  Kalle Lind (8 december 2010). ”Lösryckta bitar ur "För Sverige - på tiden" del 6: Jesu kamelkiss. • kallelind.se”. kallelind.se. https://www.kallelind.se/blogg/losryckta-bitar-ur-for-sverige-pa-tiden-del-6-jesu-kamelkiss/. Läst 14 februari 2024.